# Deaflympics d'été de 1981
Les Deaflympics d'été de 1981, officiellement appelés les XIV World Games for the Deaf, a lieu le 23 juillet 1981 au 1 août 1981 à Cologne, en Allemagne.
Ces Jeux rassemblent 1198 athlètes de 32 pays. Ils participent à onze sports et treize disciplines qui regroupent un total de cent dix épreuves officielles.

## Événement
Juan Antonio Samaranch est le premier président du Comité international olympique d'assister un Deaflympics.
Et le test antidopage a été introduit aux Jeux.

## Sport
Les Deaflympics d'été de 1981 a treize disciplines dont huit individuelles et cinq en équipe.

### Sports individuels
- Athlétisme
- Cyclisme sur la route
- Lutte libre
- Lutte gréco-romaine
- Natation
- Tennis
- Tennis de table
- Tir sportif

### Sports en équipe
- Basket-ball
- Football
- Handball
- Volleyball
- Water-polo

## Pays participants
Les Deaflympics d'été de 1981 ont accueilli 1198 athlètes de 32 pays: 
- Allemagne de l'Ouest
- Allemagne de l'Est
- Australie
- Autriche
- Bangladesh
- Belgique
- Bulgarie
- Canada
- Grèce
- Danemark
- États-Unis
- Finlande
- France
- Royaume-Uni
- Hongrie
- Inde
- Iran
- Irlande
- Israël
- Italie
- Japon
- Mexique
- Pays-Bas
- Nouvelle-Zélande
- Norvège
- Pologne
- Union soviétique
- Espagne
- Suisse
- Suède
- Venezuela
- Yougoslavie

## Compétition

### La France aux Deaflympics
Il s'agit de sa 14e participation aux Deaflympics d'été. 64 athlètes français étaient venus pour concourir sous le drapeau français, et ils ont pu remporter une médaille d'or, cinq médailles d'argent et cinq médailles de bronze.